# Geoff Chandler
Geoff Chandler   (Salisbury, 19 de setembre de 1947 - 2002) fou un pilot de trial anglès. A començaments de la dècada del 1970, com a pilot de l'equip de Bultaco que dirigia Sammy Miller al Regne Unit, fou un dels competidors habituals del Campionat d'Europa de trial i hi obtingué resultats regulars, com ara l'onzè lloc a l'edició de 1970. Entre altres resultats destacats, aconseguí la victòria d'etapa al tercer dia dels Sis Dies d'Escòcia de Trial de 1971 i a la primera edició de la històrica prova dels Tres Dies dels Cingles, estrenada l'octubre de 1973.
El 1975, després d'uns anys amb Bultaco i Montesa, va fitxar per OSSA i amb aquesta marca va guanyar el prestigiós Allan Jefferies Trial. El 1976 va guanyar el seu primer campionat britànic del Centre-Sud (Southern centre Championship), un títol que va revalidar els anys 1977, 1978 i 1979, de nou amb Bultaco, i el 1981 amb Fantic, l'any en què fitxà per aquesta marca italiana. Més tard, Chandler va pilotar les Suzuki de l'importador britànic, Beamish. Geoff Chandler era co-propietari del concessionari de motocicletes Chandler & Wright Motorcycles.

## Palmarès
- 5 Campionats Southern Centre (1976-1979, 1981)
- 1 Victòria de jornada als Sis Dies d'Escòcia (1971)
- 1 Victòria als Tres Dies dels Cingles (1973)

### Resultats per any
| Any  | Motocicleta | Campionat d'Europa | Campionat britànic |
| ---- | ----------- | ------------------ | ------------------ |
| 1970 | Bultaco     | 11è                | 7è                 |
| 1971 | Bultaco     | 33è                | 7è                 |
| 1972 | Bultaco     | 42è                | ?                  |
| 1973 | Montesa     | 24è                | ?                  |
| 1974 | Montesa     | 15è                | ?                  |
| 1975 | OSSA        | 19è                | 10è                |

1. ↑   Fins al 1974 el Campionat era d'Europa, i a partir de 1975 va passar a anomenar-se Campionat del Món